# Újpest-központ (métro de Budapest)
Újpest-központ est une station du métro de Budapest. Elle est sur la  .